# Wet van de uitgesloten derde
De wet van de uitgesloten derde of van het uitgesloten midden, ook wel tertium non datur, Latijn, een derde is niet gegeven, is een wet die inhoudt dat iedere uitspraak waar of onwaar is. Een andere, derde mogelijkheid is er niet. De 'uitgesloten derde' is dus iedere andere denkbare waarheidswaarde. Een logica die aan de wet van de uitgesloten derde voldoet heet klassiek en kan niet anders dan een tweewaardige logica zijn. Logica's die niet aan de wet voldoen zijn de intuïtionistische en de verschillende meerwaardige logica's.
Het al dan niet voldoen aan de wet van de uitgesloten derde heeft aanzienlijke gevolgen voor de acceptatie van bepaalde bewijzen, met name bewijzen uit het ongerijmde. De wet is equivalent aan de regel van dubbele negatie-eliminatie in de natuurlijke deductie. Volgens deze regel kan uit een uitspraak van de vorm {\displaystyle \lnot \lnot \alpha }, 'niet niet {\displaystyle \alpha }', de uitspraak {\displaystyle \alpha } worden afgeleid. Wanneer de wet verkeerd wordt toegepast, kan dit leiden tot de drogreden van het valse dilemma.